# Gerhard Roßbach
Paul Wilhelm Gerhard Karl Roßbach (* 28. Februar 1893 in Kehrberg, Provinz Pommern; † 30. August 1967 in Hamburg) war ein deutscher Freikorpsführer und rechtsextremer politischer Aktivist.

## Leben und Tätigkeit

### Frühe Jahre und Erster Weltkrieg
Roßbach war der Sohn des Gutspächters Hans Roßbach (* 1858) und der Sängerin Anna Roßbach, geb. Ulrich (* 1864). Der Vater starb, als er noch sehr jung war. 1903 trat in das Preußische Kadettenkorps ein: Er wurde nacheinander in den Kadettenanstalten in Köslin und Groß-Lichterfelde erzogen.
1911 trat Roßbach als Fähnrich in die preußische Armee über. 1913 wurde er zum Leutnant befördert. Seit dieser Zeit gehörte er dem 8. Westpreußischen Infanterie-Regiment Nr. 175 an.
Ab 1914 nahm Roßbach mit seinem Regiment am Ersten Weltkrieg teil. Nach einer schweren Verwundung im Frühjahr 1918 wurde er zum Oberleutnant befördert.

### Freikorpszeit (1918 bis 1921)
Nach dem Waffenstillstand stellte Roßbach im November 1918 aus den Resten seiner Einheit in Graudenz eine Freiwilligen-Maschinengewehr-Kompanie auf, die Grenzsicherungsaufgaben übernahm.
Im Januar 1919 wurde Roßbachs Formation im Rahmen des Grenzschutz Ost in die Sturmabteilung Roßbach umbenannt, die als Jägerbataillon 37 Anfang 1919 in die Vorläufige Reichswehr übernommen wurde.
Im Oktober 1919 marschierte Roßbach mit seiner Einheit von etwa 1000 Mann über die gesperrte Grenze bei Tilsit über Litauen nach Lettland. Dort konnte er noch den Rückzug der Baltikum-Freikorps aus Thorensberg bei Riga decken. Am 12. Dezember 1919 mussten die Truppen in das eigene Hoheitsgebiet zurückkehren.
Der befehlswidrige Entschluss, mit seiner Einheit ins Baltikum zu ziehen, führte zum Ausschluss des Freikorps aus der Vorläufigen Reichswehr wegen Meuterei. Anfang 1920 wurde die Sturmabteilung Roßbach offiziell aufgelöst, bestand aber im Untergrund in sogenannten „Arbeitsgemeinschaften“ in Pommern und Mecklenburg fort und nahm als Freiwilligen-Regiment Schlesien an den Kämpfen in Oberschlesien teil. Dabei wurde Roßbachs Truppe durch Lieferungen der Reichswehr inoffiziell unterstützt. Die Truppe beteiligte sich 1920 am Kapp-Putsch und nahm anschließend an der Niederschlagung des Ruhraufstands teil.

### Weitere Politische Betätigung (1921 bis 1923)
Im Mai 1920 wurde Roßbachs Freikorps in Güstrow offiziell aufgelöst. Die Männer seiner Einheit wurden aber in Gestalt von sogenannten Arbeitsgemeinschaften weiter zusammengehalten und auf Gütern in Pommern, Mecklenburg, Schlesien und Brandenburg untergebracht und als Landarbeiter und Feldhüter beschäftigt. Roßbach fungierte als Leiter und Organisator der sogenannten „Arbeitsgemeinschaft Roßbach“ (der Dachorganisation der verschiedenen Arbeitsgemeinschaften die über die Provinzen verstreut waren), wobei er sein Quartier auf dem Gut Sadow in Pommern nahm. Von hier sowie von einer Zentrale in Berlin-Wannsee wurde die Organisation geleitet.
Nach der Auflösung der Arbeitsgemeinschaften durch die Reichsregierung im November 1921 schuf Roßbach ab Herbst 1921 nacheinander eine Vielzahl von Tarnorganisationen zur weiteren Zusammenhaltung seiner Männer. So u. a. den Verein für landwirtschaftliche Berufsausbildung, den „Verein für Wanderfahrten“ und die „Nationale Sparvereinigung“. Das Hauptquartier dieses Netzwerkes von Organisationen befand sich in einer Villa in der Otto-Ehrich-Straße 10 Berlin-Wannsee. Dort richtete er auch ein Detektivbüro mit dem Namen "Deutsche Auskunft" ein, das mehrere Nebenstellen unterhielt.
Der scharfe politische Gegensatz Roßbachs zur demokratisch-parlamentarischen Weimarer Republik führte zu seiner Verhaftung nach dem Gesetz zum Schutze der Republik am 11. November 1922, er wurde jedoch kurz darauf wieder freigelassen. Seine Tarnorganisationen wurden für aufgelöst erklärt. Am 19. November 1922 wollte Roßbach eine Ortsgruppe der NSDAP, deren Mitglied er inzwischen war, in Berlin gründen. Da die NSDAP aber bereits am 15. November verboten worden war, gründete er als Ersatz die Großdeutsche Arbeiterpartei (GAP), die sich aber schon am 20. Januar 1923 per Vorstandsbeschluss wieder auflöste, um sich am 10. Februar 1923 der Deutschvölkischen Freiheitspartei anzuschließen. Hier gehörte er sogleich der Parteileitung an und wurde mit dem Aufbau von Turnerschaften, eine Verharmlosung von paramilitärischen, für einen Putsch ausgebildeten Einheiten, betraut. Roßbach wurde damit gleichzeitig von der Polizei bekämpft, während Reichswehrstellen ihn umwarben.
Am 17. Februar 1923 wurde Roßbach während einer Versammlung, die er in einem Hotel Altona abhielt, verhaftet und ins Polizeigefängnis eingeliefert, aber bereits am Folgetage wieder entlassen. In der Nacht vom 17. zum 18. März 1923 wurde Roßbach erneut verhaftet. Diesmal in seiner Berliner Wohnung. Es wurde ihm zur Last gelegt, in einer Versammlung in Berlin-Wannsee am 17. März 1923 gegen die Verordnung des Reichspräsidenten vom 4. Juli 1922 dadurch verstoßen zu haben, dass er Propaganda für einen aktiven Widerstand gegen die Besetzung des Ruhrgebiets durch die Franzosen gemacht habe. Diesmal wurde er bis Oktober 1923 in Haft behalten.
Im Oktober 1923 wurde er vom Staatsgerichtshof in Leipzig überraschend und praktisch ohne Auflagen und ohne Kaution freigelassen, um einem Schutzhaftbefehl der sächsischen Staatsregierung zuvorzukommen. Roßbach entwich sofort nach München, wo er sich im November 1923 dem Hitler-Ludendorff-Putsch anschloss und versuchte, die Zentrale Infanterieschule der Reichswehr zur Beteiligung am Putsch zu überreden. 
Nach dem Scheitern des Putsches floh er ins Exil nach Österreich.

### Betätigung in der Jugendarbeit (1924 bis 1933/1934)
Im österreichischen Exil gründete Roßbach 1924 in Salzburg die Schilljugend, eine Wehrjugendbewegung, die von 1925 bis 1926 als (eine) Jugendorganisation der NSDAP diente, bevor sie im August 1926 durch die aus der Großdeutschen Jugendbewegung hervorgegangene Hitler-Jugend ersetzt wurde. Roßbach selbst stand bereits seit 1925 in einem zunehmend distanzierten Verhältnis zur NSDAP. Nachdem er sich zunehmend auf seine Tätigkeit in der Jugendarbeit betätigte unterhielt er ab 1926 kaum noch Kontakte seiner Partei. Die bayerischen Mitglieder der Roßbach-Organisation traten im September 1926 geschlossen in die SA ein, womit die Roßbach-Organisation eine erhebliche Schwächung erlitt und kaum noch von Bedeutung war. Nachdem Roßbachs frühere Anhänger aufgrund einer Revolte gegen den Parteikurs der NSDAP im Mai 1927 aus dieser Verstoßen wurden, lebte die bayerische Sektion der Roßbach-Organisation jedoch als Treuschaft Roßbach kurzzeitigt wieder auf.
Bereits 1924 führte Roßbach als Einheitstracht für die Mitglieder der Schilljugend das sogenannte Braunhemd ein. Hierbei handelte es sich um ehemalige khakifarbene Uniformhemden der 1919 aufgelösten Schutztruppe für die deutsche Kolonie in Südostafrika. Da die Kolonialuniformen nach dem Verlust der deutschen Kolonien nicht mehr gebraucht wurden, hatte Roßbach 1921 einen größeren Bestand derselben, den das Militär billig abstieß aufgekauft. Diese waren erstmals als Einheitskleidung bei einer Radtour seiner Anhänger nach Ostpreußen im Jahr 1921 zum Einsatz gekommen, bevor Roßbach sie 1924 zur regulären Einheitstracht seiner Jugendorganisation machte. Ab 1925 wurden die Braunhemden sukzessive auch von der Münchener SA der NSDAP, und schließlich von der SA in ganz Deutschland, übernommen, mit der Folge, dass sie zur Standardtracht der NSDAP und dann nacheinander zur Erkennungs- und Symbolfarbe erst für die SA und dann für die gesamte NS-Bewegung wurden.
Aus Roßbachs Schilljugend ging im Jahr 1926 die Spielschar Ekkehard hervor. Diese war eine wandernde Truppe aus jugendlichen Laiendarstellern, die durch Deutschland und die Nachbarländer zogen, um in Kirchen, Gemeindehäusern, Theatern usw. Werke der klassischen Musik, Volkslieder und -tänze sowie kleine darstellende Stücke aufzuführen. Die Spielschar absolvierte zwischen 1926 und 1934 2.000 Auftritte. Später fasste Roßbach die Schilljugend, seine erwachsenen Anhänger und die Spielschar im Bund Ekkehard zusammen. 1927 gründete er zudem die Sport- und Richtschule am Plauer See in Mecklenburg, die der systematischen körperlichen und geistigen Unterweisung seiner Anhänger, die er zu einer Führungselite für das ihm vorschwebende kommende Deutschland heranziehen wollte, zu dienen.
Der Kunst- und Kulturbetrieb von Roßbachs Spielschar war bestrebt, die deutsche Hochkultur und die traditionelle deutscher Volkskultur bei ihren Aufführungen in subtiler Weise mit völkischen Botschaften zu versetzen und bei den Zuschauern ihrer Aufführungen den Eindruck eines Kontrastes zwischen der vermeintlich hochstehenden deutschen Kultur früherer Zeiten und den vermeintlich vergleichsweise tiefen Stand der deutschen Kultur der Gegenwart zu erwecken, um sie (die Zuschauer) gegen die deutsche Kultur der Gegenwart der Weimarer Republik und damit gegen das politische System der Weimarer Republik einzunehmen, bzw. um sie dazu zu beeinflussen, eine Neugeburt Deutschlands in kultureller wie politischer Hinsicht entlang völkisch-nationalistischen Leitlinien zu unterstützen.
Bruce Campbell, der die Aktivitäten der Spielschar eingehend untersucht hat, ist in seiner einschlägigen Studie mit Blick auf die beschriebene Ausrichtung der künstlerischen und kulturellen Betätigung von Roßbachs Spielschar zu dem Befund gelangt, dass „die Anstrengungen Gerhard Roßbachs und seiner Anhänger [...] ein kleiner, aber nicht unerheblicher, Beitrag zu der Zerstörung des pro-demokratischen Konsenses“, der in den ersten Jahren der Weimarer Republik in Deutschland herrschte und "somit auch zu der letzthin [1933] stattfindenden Niederlage der Republik und allem, wofür sie stand", gewesen seien. Dementsprechend trug Roßbach durch seine Kulturarbeit in den Jahren ab 1926 nach Campbell „seinen eigenen kleinen Anteil für den Sturz der Weimarer Republik“: Nicht nur, weil er „diese [jahrelang] bewusst bekämpfte, sondern auch weil er [mit seinem Spielbetrieb] eine ehrliche Besorgnis über den Zustand der deutschen Kultur und der deutschen Identität, die in vielen Leuten schlummerte, zum Ausdruck brachte“, was sich wiederum politisch ausgewirkt habe, weil die betreffende Besorgnis eng mit der politischen Form, die Deutschland damals hatte (der demokratisch-parlamentarischen Weimarer Republik), verbunden war, so dass die von ihm stimulierte Besorgnis seines Publikums über den kulturellen Zustand des Landes sich automatisch auch auf das politische System übertragen und sich in einer Gegnerschaft zu diesem niedergeschlagen habe.

### Zeit des Nationalsozialismus
Im Jahre 1933 wurde Roßbach zum Ausbildungsinspekteur im Reichsluftschutzbund ernannt. Er führte reichsweit Schulungen zum Luftschutz vor Zivilisten durch, so etwa Anfang Februar 1933 eine Woche lang in Northeim.
Im Juni 1934 wurde Roßbach im Rahmen der als Röhm-Putsch bekannt gewordenen politischen Säuberungsaktion der NS-Regierung für kurze Zeit verhaftet. Roßbach hatte bisher enge Kontakte zu Ernst Röhm und Edmund Heines unterhalten, zwei der zentralen Figuren, die im Zuge der Säuberungsaktion beseitigt wurden, was wahrscheinlich der Grund war, weshalb auch Roßbach ins Visier der mit der Durchführung der Aktion beauftragten Organe geriet. Am 30. Juni 1934 wurde seine Wohnung durchsucht, wobei zahlreiche homoerotische Photographien beschlagnahmt wurden. Seinen eigenen späteren Angaben zufolge wurde Roßbach später vor die Alternative gestellt, sich zu erschießen oder sich amtlich für tot erklären zu lassen. Jedenfalls übernahm er anschließend unter einem neuen Namen eine Anstellung bei der Iduna-Germania-Versicherung.
Roßbach setzte seine Tätigkeit in der Versicherungsbranche bis zum Kriegsende fort.

### Nachkriegszeit
Nach dem Kriege betätigte er sich in Bayreuth im Umkreis der Familie Wagner und beteiligte sich an der Organisation der Wagner-Festspiele in Bayreuth. 1949 gehörte er zu den Mitbegründern der Gesellschaft der Freunde von Bayreuth.
1950 veröffentlichte Roßbach seine Autobiographie Mein Weg durch die Zeit.

## Ehe und Familie
In erster Ehe war Roßbach seit dem 12. Dezember 1921 verheiratet mit Hildegard Damcke (* 6. Oktober 1898 in Berlin-Charlottenburg; † 30. April 1937). Aus der Ehe gingen die Tochter Ingeborg und der Sohn Eckart hervor. Am 3. März 1939 heiratete er in zweiter Ehe die Schauspielerin Brigitte von Bülow (* 25. Mai 1914). Diese Ehe wurde 1948 geschieden.

## Schriften
- Erinnerungen: 1928 in serialisierter Form abgedruckt in mehreren Ausgaben der Deutschen Illustrierten.
- Mein Weg durch die Zeit. Erinnerungen und Bekenntnisse, Weilburg-Lahn 1950.